# Пасареј (Валча)
Пасареј (рум. Păsărei) насеље је у Румунији у округу Валча у општини Рошииле. Oпштина се налази на надморској висини од 335 m.

## Становништво
Према подацима из 2002. године у насељу је живело 160 становника, од којих су сви румунске националности.